# Limonium bourgeaui
Espèce
Le statice de Bourgeau, Limonium bourgeaui est une plante de la famille des Plumbaginaceae, endémique aux îles Canaries.

## Étymologie
Le nom de l'espèce est dédié à Eugène Bourgeau, botaniste français du XIXe siècle.

## Répartition
Limonium bourgeaui est endémique à Lanzarote et Fuerteventura. Il pousse dans les terrains rocheux principalement à Famara.

## Description
Plante herbacée pérenne à fleurs blanches et bractées violettes, haute d'une vingtaine de centimètres. Ses tiges sont légèrement ailées.